# Teyateyaneng
Teyateyaneng a lesothói Berea tartomány székhelye, Lesotho második legnagyobb városa. Lakosainak száma 75 115.
A város Északkelet-Lesothóban található, 31 km-re a fővárostól, Maserutól északkeletre. A nevét a tőle délre folyó Teja-Tejane („Futóhomok”) folyóról kapta. A település egy domb tetején található, a síkság és a Maluti-hegyek találkozásánál.
A hely hosszú idők óta lakott, a sothók, Lesotho népe 1824-ben szerezték meg. Magát a várost 1886-ban alapították, amikor a brit gyarmatosítók és Masopha törzsfőnök – a sotho nép legendás főnökének, Msweswe főnöknek a fia – békét kötöttek egy összetűzés után. A törzsfőnök hajlandó volt adót fizetni, ha a britek megengedik, hogy saját főhadiszállása legyen és a saját embereiből toborozzon rendőrséget. Teyateyaneng fejlődésében fontos szerepet játszott az 1906-ban alapított Szent Ágnes misszió is, amelyből fontos oktatási és kézműveslözpont lett. A városban gyár és több középiskola található.
Teyateyaneng (gyakori helyi rövidítés szerint: TY) kereskedelmi központ, mely kőedényeiről és moherszőnyegeiről híres. A látnivalók közé tartozik a khoiszan művészet több példája, a kanibálbarlang, ahol a 19. század elején kanibálok rejtőztek, és a történelmi Berea misszió, melyet 50 évig az anglikán misszionárius, William Wrenford vezetett.